# Ommata eunomia
Ommata eunomia är en skalbaggsart som först beskrevs av Newman 1841.  Ommata eunomia ingår i släktet Ommata och familjen långhorningar. Inga underarter finns listade i Catalogue of Life.